# WavePad Audio Editor
WavePad Audio Editor és un editor i gravador d'àudio digital multiplataforma. Admet VST i integra una biblioteca d'àudio.

## Característiques
Les funcions i eines principals de WavePad són:
- Funcions d'edició de so: tallar, copiar, enganxar, suprimir, inserir, silenciar, retallar automàticament ...
- Efectes d'àudio: amplificació, normalització, equalització, embolcall, reverberació, ressò, reversió i altres amb compatibilitat del connector VST
- El processament per lots permet als usuaris aplicar efectes i/o convertir milers de fitxers com una única funció
- Permet retallar, cercar i marcar l'àudio per trobar, recuperar i unir segments de fitxers d'àudio
- Anàlisi espectral (FFT), síntesi de veu (text a veu) i canviador de veu
- Eines de restauració d'àudio, com ara la reducció de soroll i l'eliminació de clics[3]
- Admet freqüències de mostreig de 6 a 96 kHz, estèreo o mono, 8, 16, 24 o 32 bits
- Elimina la veu de les pistes de música[4]
- Crea tons de trucada preparats per utilitzar per a telèfons mòbils[5]

## Polèmica
Anteriorment, WavePad i altres productes de NCH es van incloure amb complements de navegador opcionals com les barres d'eines Ask i Chrome, que van causar queixes dels usuaris i van provocar avisos de programa maliciós d'empreses de programes antivirus com Norton i McAfee. Des de llavors, NCH ha desagregat totes les barres d'eines en totes les versions del programa llançades després del juliol de 2015.